# Gran Premi del Brasil del 1996
Resultats del Gran Premi de Brasil de Fórmula 1 de la temporada 1996, disputat al circuit d'Interlagos, el 31 de març del 1996.

## Resultats
| Posició | Número | Pilot                 | Equip                     | Voltes | Temps/ retirada | Pos. de sortida | Punts |
| ------- | ------ | --------------------- | ------------------------- | ------ | --------------- | --------------- | ----- |
| 1       | 5      | Damon Hill            | Williams - Renault        | 71     | 1h 49' 52. 976  | 1               | 10    |
| 2       | 3      | Jean Alesi            | Benetton - Renault        | 71     | + 17.982 s      | 5               | 6     |
| 3       | 1      | Michael Schumacher    | Ferrari                   | 70     | + 1 Volta       | 4               | 4     |
| 4       | 7      | Mika Häkkinen         | McLaren - Mercedes        | 70     | + 1 Volta       | 7               | 3     |
| 5       | 19     | Mika Salo             | Tyrrell - Yamaha          | 70     | + 1 Volta       | 11              | 2     |
| 6       | 9      | Olivier Panis         | Ligier - Mugen - Honda    | 70     | + 1 Volta       | 15              | 1     |
| 7       | 2      | Eddie Irvine          | Ferrari                   | 70     | + 1 Volta       | 10              |       |
| 8       | 10     | Pedro Diniz           | Ligier - Mugen F1 - Honda | 69     | + 2 Voltes      | 22              |       |
| 9       | 18     | Ukyo Katayama         | Tyrrell - Yamaha          | 69     | + 2 Voltes      | 16              |       |
| 10      | 20     | Pedro Lamy            | Minardi - Ford            | 68     | + 3 Voltes      | 18              |       |
| 11      | 22     | Luca Badoer           | Forti F1 - Ford           | 67     | + 4 Voltes      | 19              |       |
| 12      | 12     | Martin Brundle        | Jordan - Peugeot          | 64     | Virolla         | 6               |       |
| Ret     | 11     | Rubens Barrichello    | Jordan - Peugeot          | 59     | Virolla         | 2               |       |
| Ret     | 15     | Heinz Harald Frentzen | Sauber - Ford             | 36     | Motor           | 9               |       |
| Ret     | 8      | David Coulthard       | McLaren - Mercedes        | 29     | Virolla         | 14              |       |
| Ret     | 14     | Johnny Herbert        | Sauber - Ford             | 28     | Motor           | 12              |       |
| Ret     | 6      | Jacques Villeneuve    | Williams - Renault        | 26     | Virolla         | 3               |       |
| Ret     | 4      | Gerhard Berger        | Benetton - Renault        | 26     | Hidràulics      | 8               |       |
| Ret     | 23     | Andrea Montermini     | Forti F1 - Ford           | 26     | Virolla         | 20              |       |
| Ret     | 16     | Ricardo Rosset        | Footwork - Hart           | 24     | Virolla         | 17              |       |
| Ret     | 17     | Jos Verstappen        | Footwork - Hart           | 19     | Motor           | 13              |       |
| Ret     | 21     | Tarso Marques         | Minardi - Ford            | 0      | Virolla         | 21              |       |

## Altres
- Pole: Damon Hill 1' 18. 111

- Volta ràpida: Damon Hill 1' 21. 547 (a la volta 65)